# Basement Jaxx
Basement Jaxx je duo britských hudebníků tvořící elektronickou hudbu. Vzniklo v roce 1994. Skládá se ze Simona Ratcliffe a Felixe Buxtona. Za desku Kish Kash obdrželi Grammy v kategorii „Best Electronic/Dance Album". Mezi jejich nejznámější písně patří „Where's Your Head At", „Red Alert" a „Good Luck".
V České republice koncertovali pouze jednou a to 6. července 2007 na festivalu Rock for People.

## Diskografie

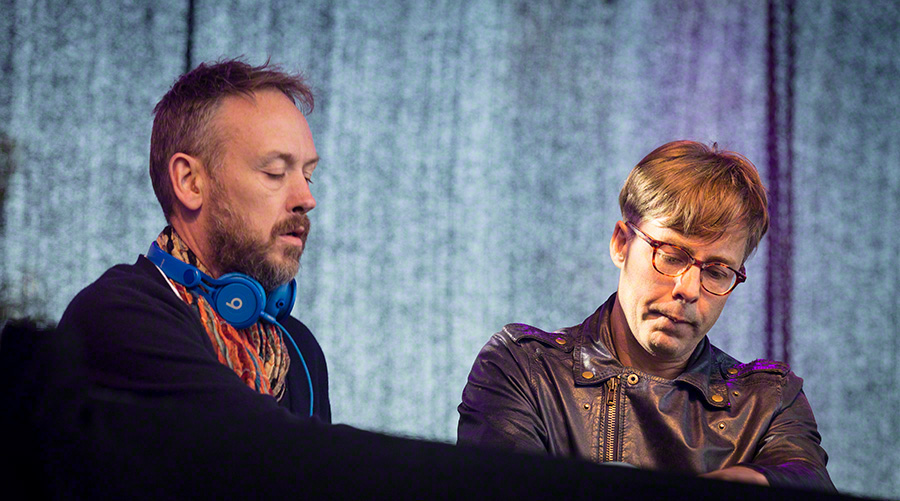
Basement Jaxx, 2016

### Studiová alba
- Remedy (1999)
- Rooty (2001)
- Kish Kash (2003)
- Crazy Itch Radio (2006)
- Scars (2009)
- Zephyr (2009)
- Junto (2014)

### Kompilace
- Atlantic Jaxx Recordings: A Compilation (1997)
- Jaxx Unreleased (2000)
- Xxtra Cutz (2001)
- Basement Jaxx: The Singles (2005)
- Atlantic Jaxx Recordings: A Compilation Vol. 2 (2006)